# Тахир Хасановић
Тахир Хасановић (Београд, 9. април 1960) српски је привредник, филантроп, дипломирани физичар, бивши политичар и један од водећих слободних зидара у Србији.

## Биографија
Тахир Хасановић је рођен 9. априла 1960. године у Београду, тада у саставу ФНР Југославије. Дипломирао је на Природно-математичком факултету Универзитета у Београду, те стекао звање дипломираног физичара. Био је председник Савеза студената Универзитета у Београду, председник Омладине Београда и последњи "министар спољних послова" Омладине Југославије 1989. године. Такође је био члан Председништва Централног комитета Савеза комуниста Србије 1990. године.
Хасановић је био један од оснивача Нове демократије, која је касније прерасла у Либерале Србије, и постао њен први генерални секретар. У ноћи хапшења Слободана Милошевића на Дедињу 2001, Хасановић је, поред Чедомира Јовановића, био главни преговарач око Милошевићеве предаје. Обављао је функцију председника Кадровске комисије Демократске опозиције Србије за време Владе Зорана Ђинђића. Године 2003. се повлачи са политичке сцене и бави се бизнисом и филантропијом. Члан је управних одбора неколико српских и страних предузећа.
Хасановић је велики секретар за спољне послове Регуларне велике ложе Србије, најмасовније масонске организације у Републици Србији, а учествовао је у најважнијим светским масонским ложама и извршни секретар Српске националне групе Трилатералне комисије.